# Brunfelsia splendida
Brunfelsia splendida es un arbusto perteneciente a la familia Solanaceae. Es endémico de Jamaica.

## Estado de conservación
El World Conservation Monitoring Centre (WCMC) en el año 1998 clasificó, a través de la IUCN Redlist, a B. splendida como una especie vulnerable.

## Taxonomía
Brunfelsia splendida fue descrita por el botánico alemán Ignatz Urban y publicada en Symbolae Antillanae seu Fundamenta Florae Indiae Occidentalis 5: 491 en 1908.
Etimología
Brunfelsia: nombre genérico que fue otorgado en honor del herbalista alemán Otto Brunfels (1488–1534).
splendida: epíteto latino que significa "espléndida".